# Jusita
La jusita és un mineral de la classe dels silicats.

## Característiques
La jusita és un inosilicat de fórmula química Na₂Ca15Al₄Si16O54·17H₂O. Tot i ser un mineral aprovat per l'IMA, el seu estatus actualment és el de qüestionable. Probablement es tracti de tobermorita, de fórmula Ca₅Si₆O16(OH)₂·nH₂O.